# Костирко Віктор Іванович
Віктор Іванович Костирко (нар. 24 травня 1948, Комсомольськ-на-Амурі, Хабаровський край, РРФСР, СРСР) - активіст невизнаної Придністровської Молдавської Республіки. Голова "державної адміністрації" міста Тираспіль з 1 лютого 2002 року по 30 грудня 2011 року.

## Біографія
Народився 24 травня 1948 у місті Комсомольськ-на-Амурі Хабаровського краю РРФСР. За національністю – українець.

### Освіта
У 1977 закінчив Одеський політехнічний інститут .

### Трудова діяльність
З 1966 по 1971 - завідувач сільського клубу села Попівка Конотопського району Сумської області Української РСР.
З 1971 по 1978 – слюсар-збирач, майстер, звільнений секретар комітету комсомолу Електроапаратного заводу Тирасполя.
З 1978 - на партійній роботі. З 1978 по 1982 – депутат міської ради Тирасполя. Працював на ряді промислових підприємств Тирасполя та Норильська.
З 1981 по 1983 – заступник начальника виробничо-диспетчерського відділу «Заводу ливарних машин імені С.С. М. Кірова» (Тираспіль).
З 1983 по 1986 – заступник головного інженера, секретар парткому нікелевого заводу Норильського гірничо-металургійного комбінату.
З 1986 по 1990 – депутат міської ради Норильська, голова міського Комітету народного контролю Норильська.
З 1990 по 1993 – заступник директора заводу АТ «Нетон».
З 1993 по 1995 – заступник голови правління «Придністровської державної страхової компанії».
З 1995 по 2002 – заступник директора, директор ДП «Енергоресурс», заступник гендиректора державної компанії «Дністеренерго».
З 1 лютого 2002 по 30 грудня 2011 - голова «державної адміністрації» міста Тираспіль. Вважався політичним союзником президента Придністровської Молдавської Республіки Ігоря Смирнова.
У 2005 році Європейський Союз включив Костирка до списку політичних діячів Придністровської Молдавської Республіки, яким було заборонено в'їзд до країн ЄС за розробку та здійснення кампанії з залякування та закриття молдавських шкіл з викладанням молдавської мови на латиниці у Придністровському регіоні Республіки Молдова .

## Родина
Одружений, двоє дітей.

## Нагороди
Нагороди «ПМР»:
- Орден «Трудова слава»
- Медаль «За трудову доблесть»
- Орден «За заслуги» ІІ ступеня (12 жовтня 2007) — за особистий внесок у збереження та розвиток економічного, соціального та культурного потенціалу міста Тираспіль, активну діяльність у сфері розвитку міжрегіональних та міжмуніципальних зв'язків між містом Тираспіль та містами країн Співдружності Незалежних Держав, високі організаторські здібності та у зв'язку з 215-ми роковинами з дня заснування міста Тираспіль[1]
- Медаль «75 років Перемоги у Великій Вітчизняній війні 1941—1945 рр.» (5 липня 2019) — за активну громадську діяльність, участь у військово-патріотичному вихованні підростаючого покоління та у зв'язку з 75-ми роковинами Перемоги радянського народу у Великій Вітчизняній війні 1941—1945 рр. [2]
- ювілейні медалі